# Colonne sonore di Umineko When They Cry
Questa pagina raccoglie le colonne sonore principali della serie Umineko When They Cry.

## Umineko no naku koro ni musicbox Blue
Disco 1
Testi di sunny, E.kida, musiche di dai.
1. Ride on – 3:10
2. 夏の扉 – 1:57
3. HANE – 1:40
4. Sea – 0:48
5. Towering cloud in summer – 1:52
6. 白い影 – 1:29
7. hope – 3:04
8. mind – 1:02
9. Core – 1:55
10. Requiem – 2:52
11. Oku – 1:53
12. 無題 – 0:11
13. Answer – 2:35
14. moon – 2:58
15. absolution – 2:06
16. 天国の階 – 3:04
17. 無題 – 0:11
18. happiness of marionette(omake) – 2:02
19. ひだまり – 3:17
20. 踊る煙管 – 4:07
21. 月うさぎの舞踏 – 2:37
22. prison – 3:00
23. mother – 2:23
24. Melting away – 3:03
25. soul of soul – 2:18
26. 生まれてきてくれてありがとう – 3:13
27. 失楽園 – 4:01
28. 翼 – 2:50
29. happiness of marionette – 2:21

Durata totale: 67:59
Disco 2
Testi di sunny, E.kida, musiche di dai, Luck Ganriki.
1. TSUBASA(PinoMix) – 3:04
2. 久遠 – 2:28
3. Over – 2:26
4. さくたろうの頑張り物語 – 2:00
5. 風 – 2:40
6. オラー – 2:21
7. Revolt – 3:11
8. mortal stampede – 4:02
9. Sun – 2:31
10. Hopeless – 2:20
11. Dir – 1:57
12. エンドレスナイン – 5:41
13. Future – 3:12
14. くるり – 1:48
15. TSUBASA – 3:04
16. あの日に触れたくて short version – 3:16

Durata totale: 46:01
Disco 3
Testi di sunny, E.kida, musiche di dai, CAP, xaki.
1. 泣かないで – 2:34
2. believe – 2:46
3. 古時計 – 2:01
4. 6日への扉 – 3:04
5. 命のパン – 2:25
6. Black knight – 4:29
7. human's room – 2:37
8. 真っ赤なサンタのオクリモノ – 1:47
9. roomless – 2:02
10. おもちゃ箱 – 2:12
11. Witch's room – 1:23
12. 魔女の居ない世界 – 1:27
13. Run – 1:54
14. Checkmate – 6:07
15. Hello your dream – 3:37
16. Final answer (short) – 1:50
17. Tomorrow – 3:13
18. 明日の夢 – 3:14
19. 泣かないで – 2:33
20. Discode VersionIV – 2:37
21. 無題 – 1:42
22. 無題 – 2:23

Durata totale: 57:57

## Umineko no naku koro ni musicbox Red
Disco 1
Musiche di zts.
1. cage – 3:58
2. longingly – 3:37
3. movie passing by – 4:58
4. witch in gold – 2:40
5. stupefaction – 2:31
6. play – 3:44
7. goldenslaughterer – 6:48
8. worldend(babypiano) – 2:52
9. suspicion – 4:23
10. voiceless – 4:13
11. dead angle – 6:35
12. worldend – 2:57

Durata totale: 49:16
Disco 2
Musiche di zts.
1. red leaf – 3:46
2. worldenddominator – 7:39
3. far – 3:13
4. miragecoordinator – 7:13
5. haze – 5:31
6. apathy – 4:18
7. game – 3:18
8. death(from stupefaction) – 7:57
9. dive to emergency – 5:55
10. wingless – 3:47
11. dreamenddischarger – 9:32

Durata totale: 62:09

## Essence
Disco 1
Musiche di dai, sumiisan, glasun-neko, zts, pre-holder, U2 Akiyama, Luck Ganriki, Pureco.
1. HANE – 1:37 (musica: dai)
2. Sea – 0:49 (musica: dai)
3. Novelette – 5:32 (musica: sumiisan)
4. Praise – 2:30 (musica: sumiisan)
5. 弦楽四重奏曲第１番ト長調 - I.Allegro – 2:10 (musica: glasun-neko)
6. witch in gold – 2:41 (musica: zts)
7. 絵画の魔女 – 2:19 (musica: pre-holder)
8. nighteyes – 2:24 (musica: U2 Akiyama)
9. オルガン小曲 第６億番 ハ短調 – 1:36 (musica: Luck Ganriki)
10. 胡散の香り – 3:20 (musica: Luck Ganriki)
11. stupefaction – 2:37 (musica: zts)
12. suspicion – 4:24 (musica: zts)
13. 暗闇の刻 – 1:23 (musica: pre-holder)
14. 隣死 – 3:17 (musica: Pureco)
15. 薔薇 – 8:44 (musica: sumiisan)
16. hope – 3:01 (musica: dai)

Durata totale: 48:24
Disco 2
Musiche di -45, Pureco, Eriya Arai, sumiisan, zts, dai, pre-holder.
1. システム零 (no voice) – 3:31 (musica: -45)
2. 煉沙回廊 – 3:04 (musica: Pureco)
3. Fortitude – 5:15 (musica: Eriya Arai)
4. 透百合 – 4:48 (musica: sumiisan)
5. Path – 4:44 (musica: sumiisan)
6. play – 3:45 (musica: zts)
7. Core – 1:52 (musica: dai)
8. Closed My Heart – 3:00 (musica: pre-holder)
9. mind – 1:02 (musica: dai)
10. goldenslaughterer – 6:57 (musica: zts)
11. Requiem – 2:53 (musica: dai)
12. 牢獄STRIP – 4:17 (musica: -45)

Durata totale: 45:08

## Rose Crimson
Musiche di GranMusik, dai, Luck Ganriki, -45, zts.
1. 魔女が棲む島 – 2:42
2. 穏やかな午後 – 2:19
3. 踊る少女人形 – 2:07
4. 追い求めた先 – 2:01
5. 這いよる不安 – 2:00
6. 開かれた禁忌 – 2:17
7. サソリのハラワタ – 2:13
8. Requiem – 2:56
9. 零れ落ちる涙 – 2:07
10. 憂鬱な午後 – 1:38
11. 静かな葛藤 – 1:58
12. moon – 2:35
13. 心奥の焔 – 2:08
14. 金色の悲哀 – 2:16
15. 暗緑に沈む館 – 2:38
16. 笑うモノクル – 1:55
17. 宿願の不可思議 – 1:57
18. 時を旅する者 – 2:00
19. 可憐な冷笑者 – 2:07
20. 闇で微笑む者達 – 2:03
21. 小さな世界 – 1:56
22. 閉じた部屋 – 2:40
23. あかいくつ偽 – 3:15
24. 下される審判 – 2:22
25. mortal stampede – 2:40
26. 王者の戦い – 2:03
27. 終端の旋律 – 2:20
28. mirage coordinator – 2:23
29. dreamenddischarger – 3:10
30. happiness of marionette – 2:23
31. Answer – 2:21

Durata totale: 71:30

## Umineko no naku koro ni chiru musicbox -Kiri no pithos-
Disco 1
Testi di Kanae Sakura, dai, E.kida, musiche di dai, Luck Ganriki.
1. 霧のピトス – 3:42
2. 忘れられたカケラへ...～music effect～ – 0:15
3. Future – 3:05
4. 蒼色の冷笑 – 3:55
5. 名探偵は知っている – 2:00
6. 弦楽三重奏曲 第6億番 嬰ヘ単調 – 1:54
7. JUSTICE – 5:46
8. hello your dream – 3:41
9. 笑み亡きソワレ – 3:23
10. 飛翔 – 2:28
11. Final Answer（Full） – 3:28
12. hikari – 2:04
13. また生まれ変わる日まで – 4:35
14. 命のパン – 2:26
15. 約束（musicbox Ver） – 3:36
16. Tomorrow – 3:27
17. Tomorrow（オーケストラ） – 1:50
18. TSUBASA(Full) – 3:19
19. Alive ~truth~ – 2:21

Durata totale: 57:15
Disco 2
Testi di E.Kida, musiche di dai, Luck Ganriki.
1. 鈍色の空笑 – 2:32
2. わるいゆめ – 1:34
3. 青い蝶 – 2:42
4. my dear – 5:55
5. キ・ナの香り – 4:23
6. ALIVE – 3:48
7. birth of a new witch（Instrumental） – 4:57
8. Life – 2:43
9. Loreley – 2:03
10. 罪 – 4:59
11. Rebirth – 3:02
12. 道 – 3:13
13. engage of marionette – 2:25
14. birth of a new witch – 5:00
15. thanks for all people – 2:51
16. ウサンノカオリ – 3:22
17. 再び霧の中へ – 2:12

Durata totale: 57:41

## Umineko no naku koro ni chiru musicbox Red
Musiche di zts.
1. lastend – 4:06
2. resurrectedreplayer – 8:26
3. rotate – 3:57
4. rain – 5:04
5. far(flat) – 3:05
6. liberatedliberator – 7:34
7. ridicule – 3:50
8. terminal entrance – 4:49
9. the executioner – 7:26
10. fall – 4:38
11. discolor – 5:44
12. lastendconductor – 10:50

Durata totale: 69:29